# Ла-Кавальри
Ла-Кавальри́ (фр. La Cavalerie, окс. La Cavalariá) — коммуна во Франции, находится в регионе Окситания. Департамент — Аверон. Входит в состав кантона Нан. Округ коммуны — Мийо.
Код INSEE коммуны — 12063.
Коммуна расположена приблизительно в 550 км к югу от Парижа, в 145 км восточнее Тулузы, в 60 км к юго-востоку от Родеза.

## Население
Население коммуны на 2008 год составляло 1021 человек.
| 1968 | 1975 | 1982 | 1990 | 1999 | 2008 |
| ---- | ---- | ---- | ---- | ---- | ---- |
| 734  | 748  | 900  | 701  | 813  | 1021 |

## Экономика
В 2007 году среди 629 человек в трудоспособном возрасте (15—64 лет) 459 были экономически активными, 170 — неактивными (показатель активности — 73,0 %, в 1999 году было 69,2 %). Из 459 активных работали 418 человек (261 мужчина и 157 женщин), безработных было 41 (12 мужчин и 29 женщин). Среди 170 неактивных 59 человек были учениками или студентами, 43 — пенсионерами, 68 были неактивными по другим причинам.

## Достопримечательности
- Дольмен Фабьер. Памятник истории с 1889 года[3]
- Оборонительные сооружения (XV век). Памятник истории с 1998 года[4]

## Фотогалерея

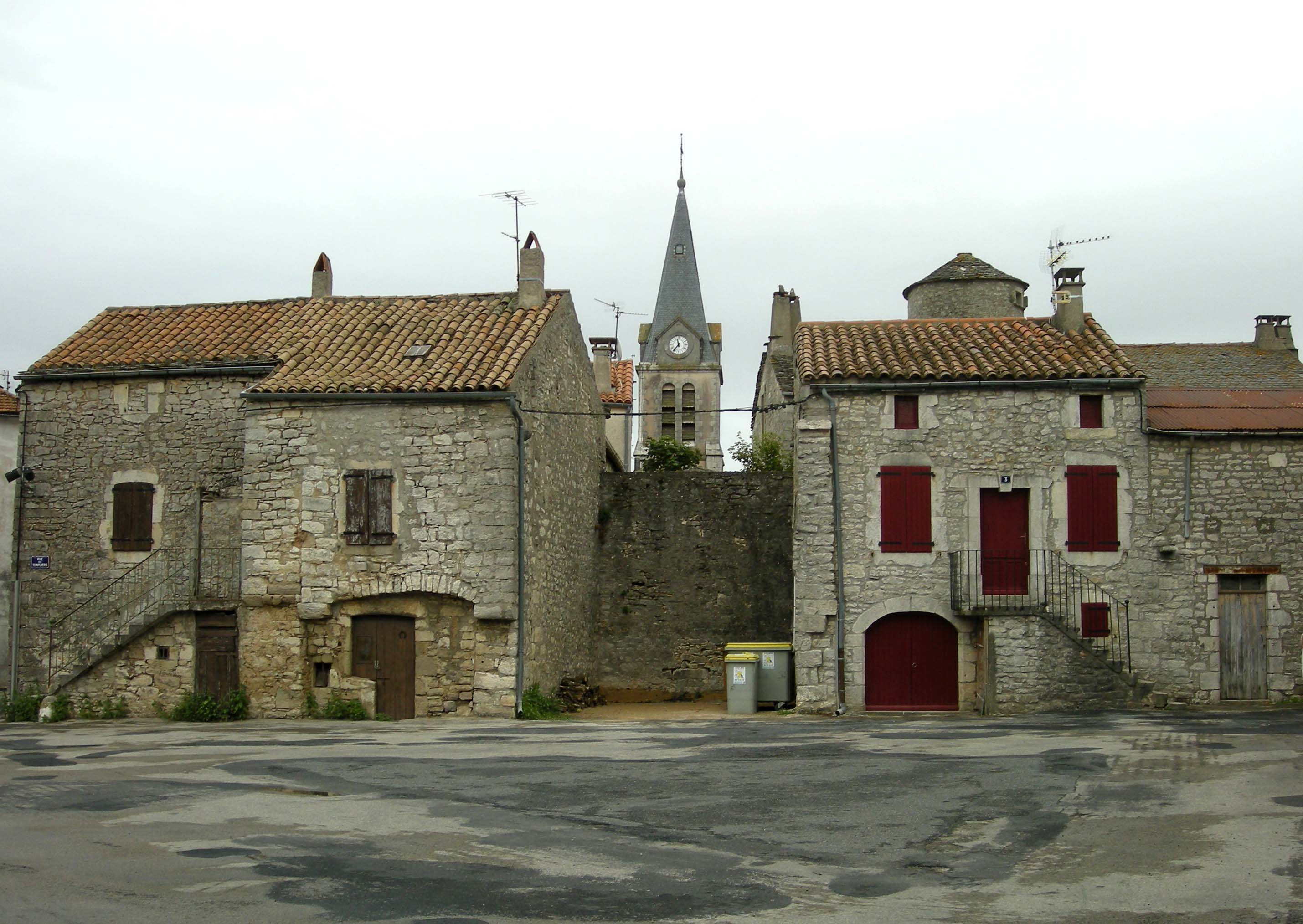
Ресторан
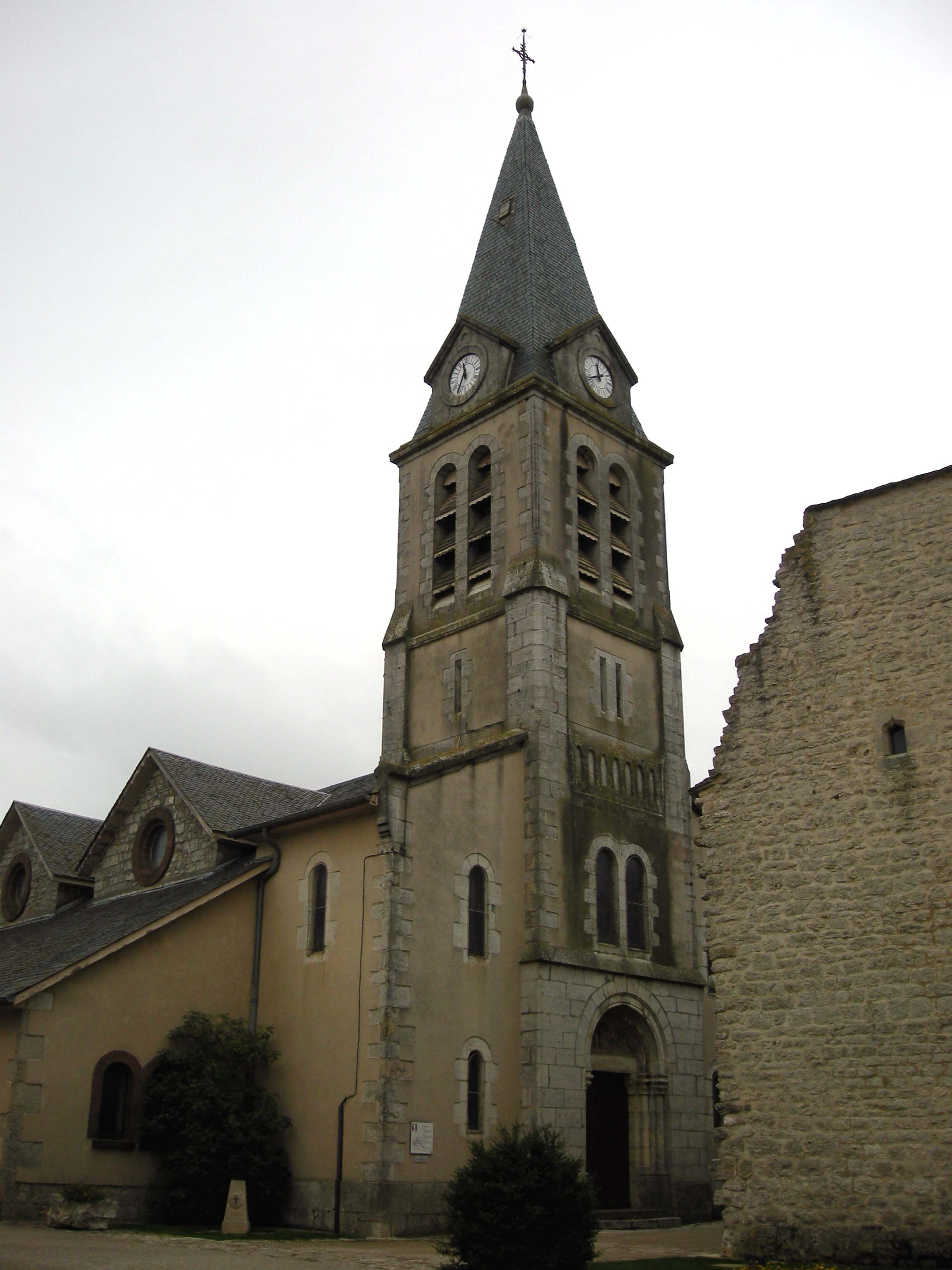
Церковь
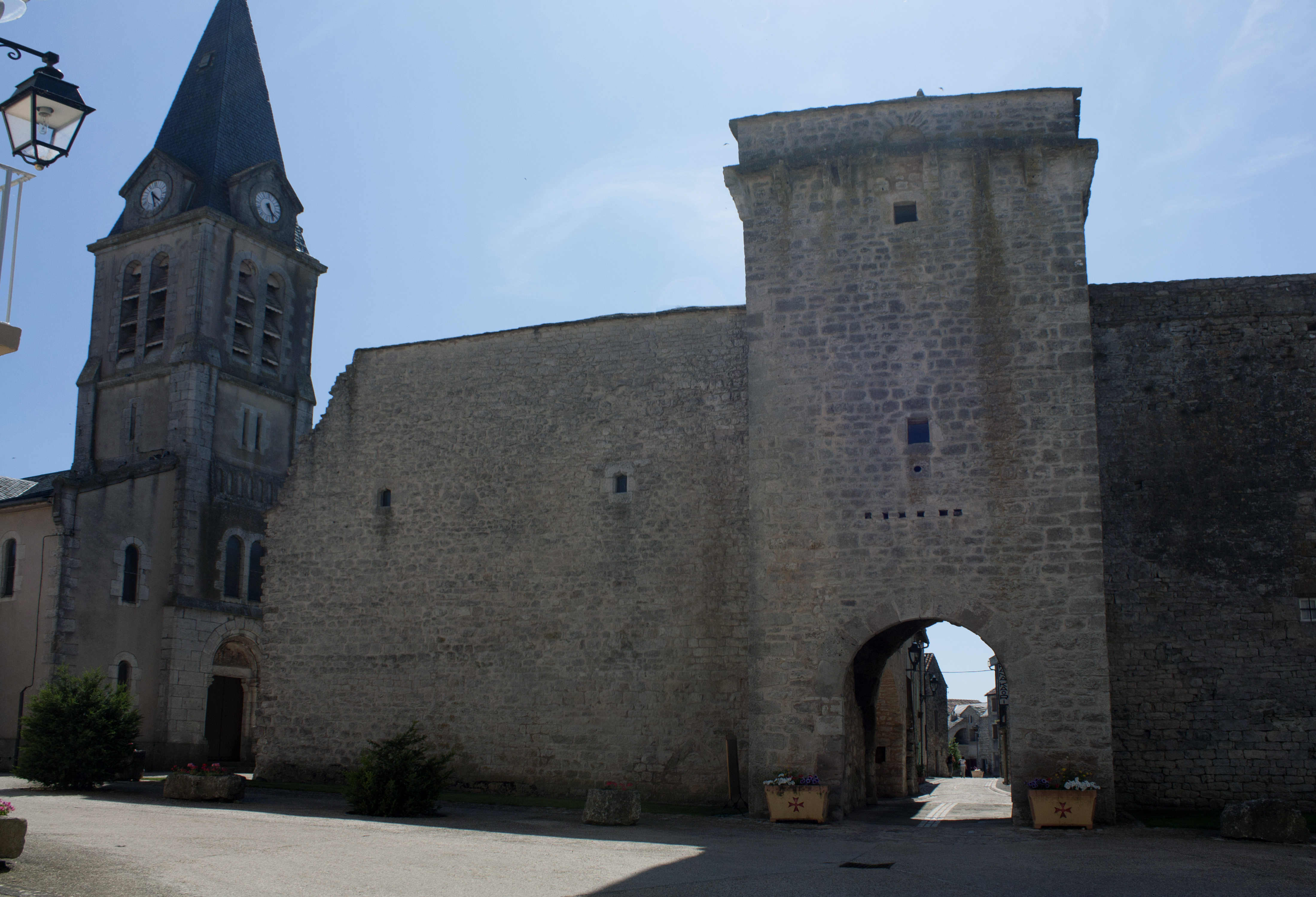
Городские стены
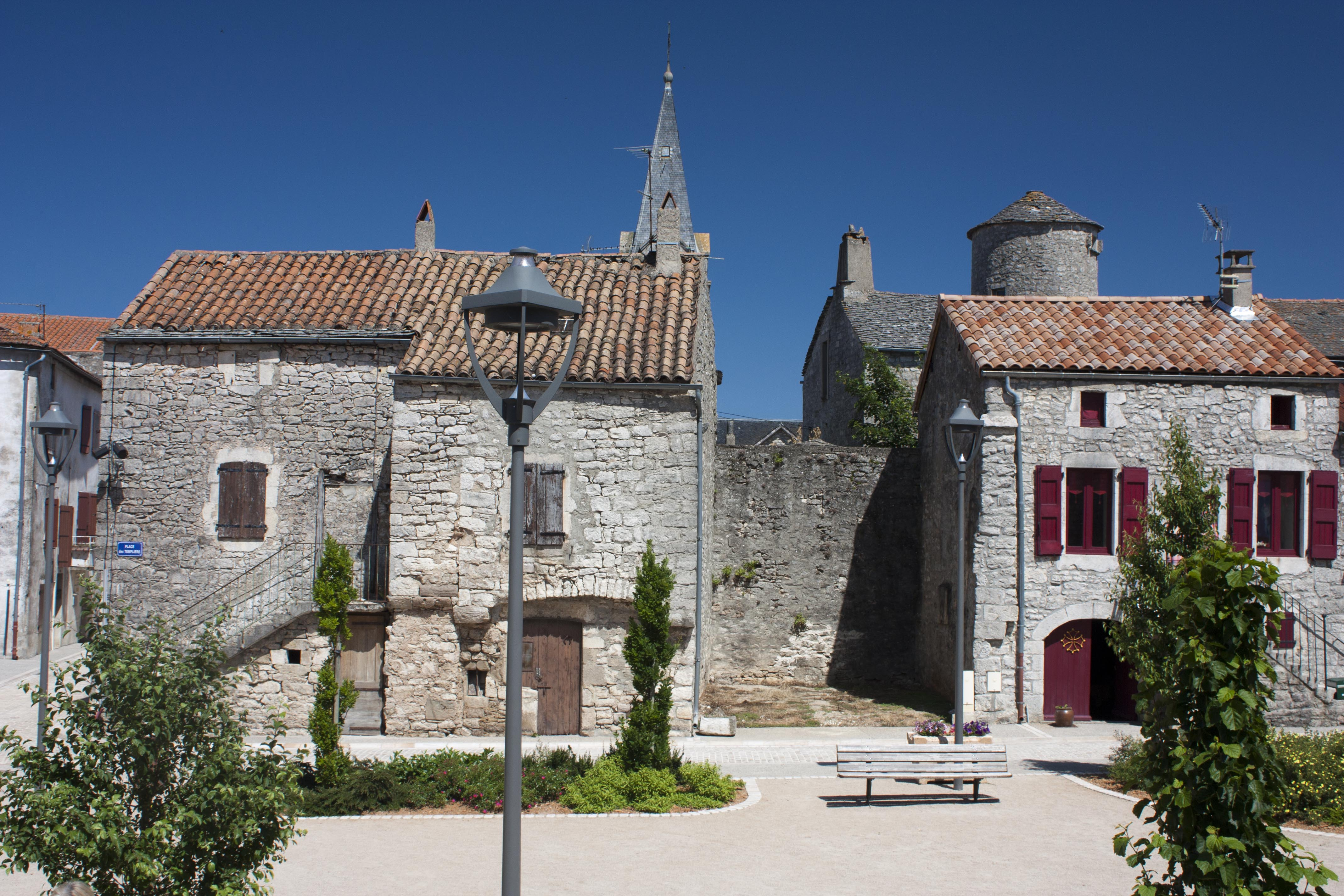